# Mutemberwa
Mutemberwa är ett vattendrag i Burundi.   Det ligger i provinsen Kirundo, i den norra delen av landet, 140 km nordost om huvudstaden Bujumbura.
Omgivningarna runt Mutemberwa är en mosaik av jordbruksmark och naturlig växtlighet. Runt Mutemberwa är det tätbefolkat, med 308 invånare per kvadratkilometer.